# Cathrine Paaske Sørensen

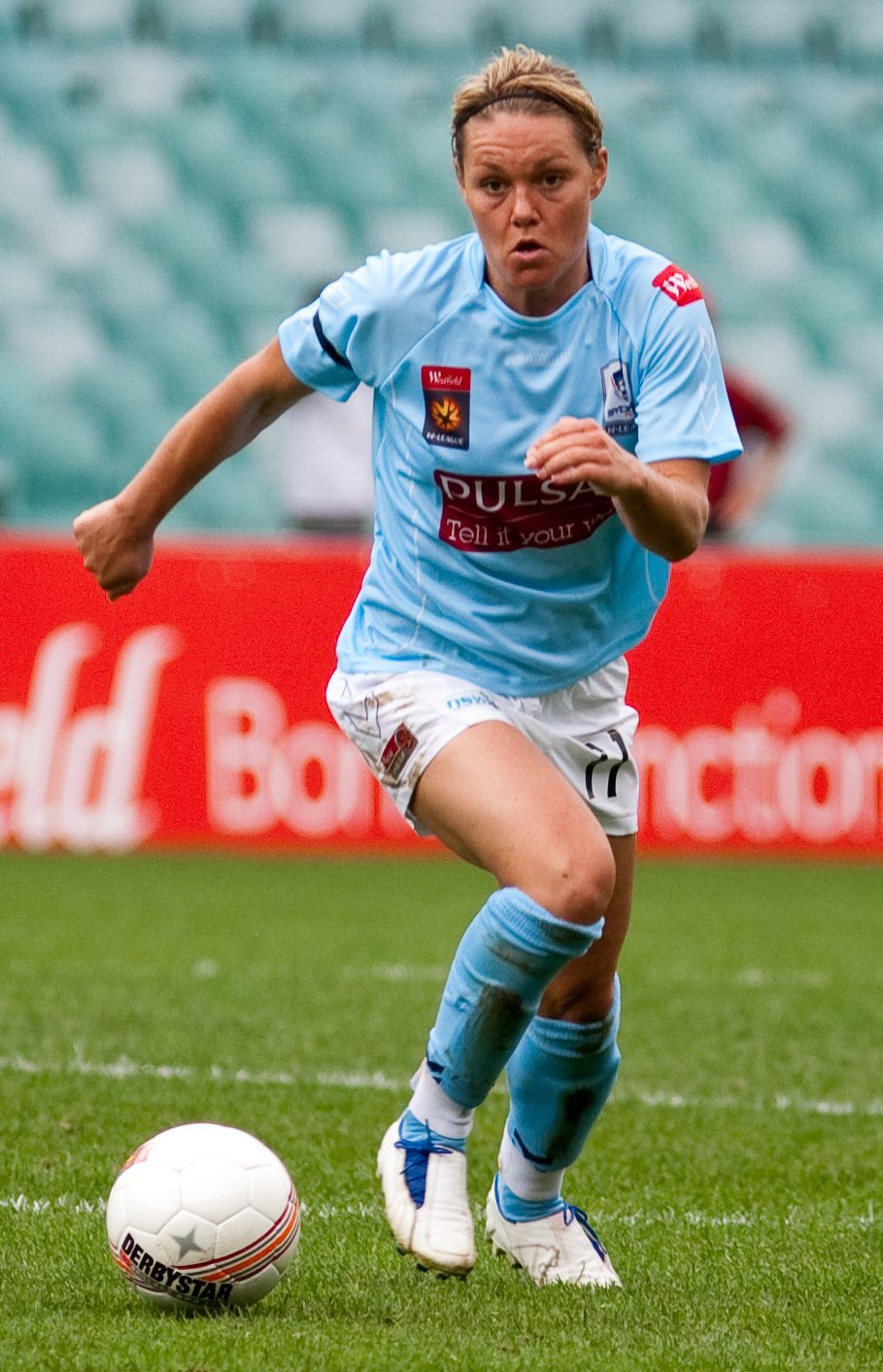
Cathrine Paaske Sørensen (2009)

Cathrine Paaske Sørensen (* 14. Juni 1978) ist eine ehemalige dänische Fußballspielerin. Sie spielte für Linköping FC und die dänische Nationalmannschaft. Sie gehörte zu den weltbesten offensiven Mittelfeldspielerinnen.

## Werdegang
Cathrine Paaske Sørensen wuchs in der kleinen Ortschaft Dannemare, zehn Kilometer von Nakskov, im äußersten Westen der Insel Lolland auf. Mit sechs Jahren begann sie ihre Fußballkarriere bei Rudbjerg BK, wo sie mit zwei anderen Mädchen zusammen in einer Jungenmannschaft spielte. Mit 16 Jahren musste sich Paaske Sørensen eine Frauenmannschaft suchen. Da es auf der ganzen Insel Lolland keine entsprechende Mannschaft gab, wechselte sie zum Zweitligisten B 1921 Nykøbing auf der Insel Falster. Zwei Jahre später wechselte sie zum Erstligisten Rødovre BK vor die Tore von Kopenhagen. Zwei Jahre lang musste sie viermal pro Woche 150 Kilometer hin- und zurückfahren, um zum Training bzw. zu den Spielen zu kommen. Erst nach ihrem Abitur zog sie nach Kopenhagen und wechselte zu Hillerød BK. Im Sommer 2000 wechselte sie schließlich zu Brøndby IF, wo sie auch heute noch spielt. Dort traf sie auf den Trainer Peer Danefeld, der aus der defensiven eine offensive Mittelfeldspielerin machte. Sämtliche Erfolge erreichte sie im Brøndby-Trikot. Am 14. August 2009 bestritt sie gegen Schottland ihr 100. Länderspiel. In bisher (Stand 7. Oktober 2010) 121 Länderspielen für die dänische Auswahl erzielte sie 36 Tore.

## Erfolge
- Dänische Meisterin 2002, 2004, 2005, 2006
- Dänische Pokalsiegerin 2005
- Dänische Fußballerin des Jahres 2004, 2006
- Torschützenkönigin der 3F Ligaen 2006

## Privat
Cathrine Paaske Sørensen absolviert zurzeit eine Ausbildung zur Krankenschwester (Stand 2006).